# Leśnictwo (gmina)
Leśnictwo – dawna gmina wiejska istniejąca na przełomie XIX i XX wieku w guberni suwalskiej. Siedzibą władz gminy było Leśnictwo, a następnie Pustelniki (lit. Pūstelninkai).
Za Królestwa Polskiego gmina Leśnictwo należała do powiatu władysławowskiego w guberni suwalskiej (od 1867).
Po odzyskaniu niepodległości przez Polskę i Litwę powiat władysławowski na podstawie umowy suwalskiej wszedł 10 października 1920 w skład Litwy.